# Абатство Фаунтейнс
Фаунтейнс (на английски: Fountains) е частично разрушен манастир край Алдфийлд, Англия.
Основан е през 1132 година и се използва до 1539 година, когато манастирите в Англия са разпуснати. Един от най-големите и добре запазени изоставени цистерциански манастири в страната, днес абатството Фаунтейнс е собственост на Националния тръст за обекти с историческа и природна стойност и е включено в Списъка на световното наследство на ЮНЕСКО като част от Кралския парк „Стъдли“.